# Les Trois Masques (film, 1929)
Pour les articles homonymes, voir Les Trois Masques.
Pour plus de détails, voir Fiche technique et Distribution.
Les Trois Masques est un film dramatique français réalisé par André Hugon, sorti en 1929. Ce film est considéré comme le premier film parlant ou long métrage sonorisé français.

## Synopsis
Le Corse Paolo aime la jolie Viola, qu'il rencontre en secret, malgré la défense de son père, car elle est pauvre. Viola est enceinte, et ses deux frères jurent de venger son honneur. Un soir de carnaval, ils poignardent Paolo et le ramènent à son père qui le croit simplement ivre-mort derrière son masque.

## Fiche technique
- Titre original : Les Trois Masques
- Réalisation : André Hugon
- Scénario : Charles Méré, d'après sa propre pièce
- Musique : Isidore de Lara
- Décors : Christian-Jaque
- Photographie : Raymond Agnel
- Production : Bernard Natan
- Société de production : Pathé-Natan
- Société de distribution : Pathé Consortium Cinéma
- Pays de production :  France
- Langue originale : français
- Format : noir et blanc
- Genre : drame
- Durée : 70 minutes
- Dates de sortie :
  - France : 31 octobre 1929 (avant-première à Paris) ; 1er novembre 1929 (sortie nationale)

## Distribution
- Renée Héribel : Viola Vescotelli
- Jean Toulout : le fermier Pretti della Corba
- François Rozet : Paolo della Corba, le fils
- Marcel Vibert : Vescotelli
- Clotilde Person
- Rachel Boyer
- Henri Bargin
- Louis Rouyer
- Pierre Geay
- Paul Azaïs : le fils Vescotelli
- Jane Pierson

## Production
Le réalisateur André Hugon reprend la pièce Les Trois Masques de Charles Méré, créée avant la Première Guerre mondiale, et la première version muette du même titre réalisée en Corse en 1921 par Henry Krauss.
L'équipe du tournage filme les scènes en quinze jours aux studios d'Elstree en Grande-Bretagne, seuls studios européens permettant alors de tourner des films parlant. La même année, Pathé ouvrira un tel studio à Joinville (puis à Boulogne), où sera tourné Chiqué, premier film parlant tourné en France.

## Autour du film
Ce film est considéré comme le premier film parlant français,, entraînant une certaine polémique car le film Le Collier de la reine, sorti quelques jours auparavant, « premier film parlant » n'était qu'un film muet auquel on a rajouté quelques scènes dialoguées et un accompagnement musical. Entièrement tourné dans des studios londoniens, le seul endroit en Europe où l'on pouvait faire un film parlant à l'époque, il a été diffusé en avant-première au cinéma Le Marivaux-Pathé le 31 octobre 1929 et sorti le lendemain (ce film a également été distribué au Québec en tant que premier film parlant francophone).